# 번영로 (계룡시)
번영로는 충청남도 계룡시 엄사면에 있는 도로이다.
계룡시 엄사면 (옛 평리) 엄사리 평리사거리에서 시작하여 계룡시 엄사면 향한리 향한교차로를 있는 도로이다.
향한삼거리~향한교차로 구간은 향한로와 겹친다.